# Jeroféjev
Venedíkt Vasíljevitj Jeroféjev (russisk: Венедикт Васильевич Ерофеев, født 24. oktober 1938, død 11. maj 1990) var en russisk forfatter. Han blev født på Kólahalvøen i det nordvestlige Rusland, hvor han var guldmedalje-elev i skolen. Han blev 1955 optaget på filologi-studiet ved Moskva Statsuniversitet. Efter tre semestre blev han smidt ud pga. druk og forsømmelighed. Især havde han modsat sig den obligatoriske militærtræning, ligesom han som dreng havde nægtet at gå ind i Komsomól.
Han voksede op sammen med sine forældre og fire søskende, indtil hans far (en fordrukken jernbanefunktionær med hang til at fortælle Stalin-vitser) i 1946 blev arresteret og dømt for udbredelse af anti-sovjetisk propaganda. Herefter var moderen nødt til at anbringe Venedíkt og en bror på et børnehjem, indtil faren blev løsladt i 1954 og igen kunne forsørge familien.
Jeroféjevs begyndende drukkenskab og hele sociale nedtur faldt sammen med farens død i 1956. Herefter flakkede han rundt mellem forskellige småjob i det meste af Sovjetunionen (murersvend, varmemester, bibliotekar, kabelmontør og borebisse), ofte uden tag over hovedet. Han påbegyndte siden et pædagogik-studium, hvor han mødte sin første kone Valentína Simakóva. Så blev han også smidt ud derfra, fordi man fandt en bibel i hans skuffe.
Sammen med Valentína fik han i 1966 sønnen Venedíkt. Valentína slog sig ned med sønnen i en landsby nær Petusjkí. Venedíkt Jeroféjev arbejdede på det tidspunkt som kabelmontør i Moskvá og pendulerede i nogle år mellem Moskvá og Petusjkí for at besøge sin familie. Det var i den periode, han skrev Moskvá-Petusjkí, der netop handler om en tungt alkoholiseret mands (Venedíkt) togrejse fra Moskvá til Petusjkí, hvor han skal besøge sin elskede søn og sin elskede tæve af en kone. Han har en gave med til sønnen. Sønnen skal have nødder, fordi han kender bogstavet Ю (ju). 
Moskvá-Petusjkí er skrevet i Sovjetunionen 1969-70, hvor den blev en kultbog, som florerede i undergrundskulturen i stencilerede kopier, indtil den - stærkt censureret - for første gang blev udgivet på russisk under Gorbatjóv i 1989. Fortællingen blev trykt i tidsskriftet Ædruelighed og kultur, som indgik i Gorbatjóvs kampagne mod alkoholisme. Senere samme år (1989) udkom den som separat bog, og Jeroféjev fastsatte prisen til at være den samme som prisen på en flaske vodka, og der er ikke meget, der tyder på, at Jeroféjev selv opfattede teksten som en advarsel mod drukkenskab.
Moskvá-Petusjkí udkom på fransk i 1973. På dansk fra Politisk Revy 2003 ved René Wad Andersen. Forfatteren har udgivet ganske lidt foruden denne tekst. Mest artikler, essays og kortere tekster.
Jeroféjev blev skilt fra Valentína og giftede sig senere med Galína Jeroféjeva, som han levede med til sin død i 1990. Han fik konstateret strubekræft i 1985 og blev i 1987 inviteret til Paris for at blive opereret, men blev nægtet udrejse. Samme år lod han sig døbe som katolik.